# Junction (película de 2024)
Junction es una película de suspenso estadounidense de 2024 escrita y dirigida por Bryan Greenberg y protagonizada por Greenberg, Ryan Eggold, Jamie Chung, Sophia Bush y Griffin Dunne. Es el debut como director de Greenberg.

## Reparto
- Bryan Greenberg como Michael[5]
- Josh Peck como Jeff
- Kea Ho como Kaya
- Griffin Dunne como Lawrence
- Sophia Bush como Allison
- Jamie Chung como Katie
- Michaela Conlin como Lisa
- Hill Harper como Ablees
- Ashley Madekwe como Mary
- Ryan Eggold como Jacob
- Dascha Polanco como Dana
- Dash Mihok como Matt
- Geoff Stults
- Eddie Kaye Thomas como Rodgers
- Hannah Dunne como Dez
- Yara Martinez como Kat
- Tom DeNucci como Vincent
- Eric Lutes como Hicks
- Nichelle Hines como Sharon

## Producción
En mayo de 2022, se anunció que Peck y Ho fueron elegidos para la película. La película se rodó en Rhode Island.

## Estreno
En enero de 2024, se anunció que VMI Releasing adquirió los derechos de distribución de la película en Estados Unidos, cuyo estreno inicialmente estaba previsto en cines y en VOD el 24 de enero de 2024. La fecha de estreno se cambió al 26 de enero de 2024.